# Chiến dịch Chenla II
Chiến dịch Chenla II (nghĩa là Chiến dịch Chân Lạp II) là một chiến dịch quân sự lớn do Quân lực Quốc gia Khmer (về sau gọi là FANK) thực hiện trong cuộc nội chiến Campuchia. Chiến dịch bắt đầu vào ngày 20 tháng 8 và kéo dài cho đến ngày 3 tháng 12 năm 1971.

## Bối cảnh
Trong suốt thời kỳ Hoàng thân Norodom Sihanouk còn trị vì Campuchia vào thập niên 1960, Việt Nam Dân chủ Cộng hòa và Chính phủ Cách mạng lâm thời Cộng hòa miền Nam Việt Nam đã sử dụng các khu vực căn cứ trong lãnh thổ Campuchia để cung cấp sự hỗ trợ hậu cần cho Quân Giải phóng miền Nam Việt Nam chiến đấu chống lại Quân lực Việt Nam Cộng hòa và Quân đội Hoa Kỳ. Năm 1970, sau cuộc đảo chính do tướng Lon Nol thân Mỹ tiến hành, phía Chính phủ Cách mạng lâm thời Cộng hòa miền Nam Việt Nam đã tích cực mở rộng quyền kiểm soát vùng đông bắc Campuchia đe dọa vùng gần thủ đô Phnôm Pênh.
Ban đầu, Quân lực Quốc gia Khmer chỉ tầm quy mô nhỏ và trang bị yếu kém nên không thể đương đầu nổi, đặc biệt là chống lại Quân Giải phóng miền Nam Việt Nam có nhiều kinh nghiệm hơn. Tuy nhiên, vào mùa hè năm 1971, FANK đã phát triển thành một lực lượng hơn 100.000 quân với sự hỗ trợ của Mỹ và Việt Nam Cộng hòa.
Trong thời gian giữa tháng 9 năm 1970 và tháng 6 năm 1971, FANK đã giành chiến thắng đầu tiên sau khi họ đánh bật thành công các cánh quân của Sư đoàn 9 Quân Giải phóng miền Nam Việt Nam dọc theo tuyến quốc Lộ 13 và tại vài phần của vùng đồng bằng sông Cửu Long.

## Diễn biến
Đến giữa năm 1971 Lon Nol quyết định nối lại các cuộc tấn công chống lại lực lượng Cộng sản, lợi dụng tinh thần chiến đấu tăng cao trong quân đội Quốc gia Khmer sau chiến thắng đầu tiên của họ. Đối với các lực lượng vũ trang Campuchia tất cả mọi thứ đang bị đe dọa cũng như số quân dự phòng và thanh thế dành cho chiến dịch. Mục tiêu chính của FANK là mở lại tuyến quốc lộ 6.
Về phía Quân Giải phóng miền Nam Việt Nam có: Đoàn BB 205, 201 (các đơn vị này tương đương Trung đoàn); khi bước vào giai đoạn phản công chiến dịch thi Bộ tư lệnh Miền tăng cường Công trường 9 (F9) tham gia chiến dịch lấy phiên hiệu là Đoàn 205B để giữ bí mật. Trong chiến dịch này quân đội Mỹ chi viện Lon Nol một số phi vụ B52 đánh vào rừng cao su (hậu cứ Công trường 9), nhưng lúc đó căn cứ bỏ không. Chỉ có Tiểu đoàn 3 thuộc Đoàn 205 chuyển quân từ hướng Kompong Thom về dừng chân ở đó dính bom và hy sinh 1 chiến sĩ.
Ban đầu, Quân lực Quốc gia Khmer đạt được mục tiêu của họ khi các đơn vị của FANK đã tái chiếm Barai vào ngày 26 tháng 8 và Kompong Thmar ngày 1 tháng 9. Nhưng khi đội hình FANK tiến về phía lãnh thổ đối phương dọc theo quốc Lộ 6 thì bị phục kích mà không có một sự bảo vệ thích hợp từ bên sườn. Một trận chiến đấu diễn ra ác liệt khi nhóm Lữ đoàn 5 Quân lực Quốc gia Khmer tiến về phía Phnom Santuk trong khi họ tái chiếm thành công Tang Krasang vào ngày 20 tháng 9. Ngày 5 tháng 10, ba lữ đoàn FANK được điều đi đánh chiếm các khu vực xung quanh Phnom Santuk. Chiến sự ngày càng khốc liệt khi quân đội Quốc gia Khmer và Quân Giải phóng giáp chiến lá cà. Phnom Santuk cuối cùng đã được tái chiếm thành công, giai đoạn đầu tiên của chiến dịch Chenla II chính thức kết thúc vào ngày 25 tháng 10 mặc dù thành công quân sự thực sự không được đảm bảo.
Vào đêm ngày 26 tháng 10, vừa đúng giờ bước vào giai đoạn thứ hai của chiến dịch này, Quân Giải phóng miền Nam Việt Nam đã phát động một cuộc tấn công vào các vị trí của Quân lực Quốc gia Khmer dọc theo quốc Lộ 6 từ các đồn điền cao su Chamkar Andong. Đồng thời, Tiểu đoàn 14 FANK tại Rumlong rơi vào tình trạng bao vây và cô lập. Trong những ngày sau, Tiểu đoàn 118, 211 và 377 Quân lực Quốc gia Khmer buộc phải rút lui khỏi Tang Kauk, trong khi Lữ đoàn bộ binh 61 kéo trở lại Treal do Tiểu đoàn 22 chiếm giữ.
Quân lực Quốc gia Khmer tiến hành phản công vào ngày 27 tháng 10 nhưng không thành công và hành lang dọc theo quốc Lộ 6 Campuchia bị quân đội Cộng sản nghiền nát trong những tuần lễ chiến đấu khó khăn. Các cánh quân của Sư đoàn 9 Quân Giải phóng đã phát động một cuộc tấn công cuối cùng đánh tan nát vài tiểu đoàn quân đối phương, khiến cho quân đội Campuchia phải từ bỏ vị trí chủ chốt vào ngày 1 tháng 12. Họ bỏ tuyến đường 6 chạy xa ra giữa cánh đồng gần Phum Ruột cách Đường 6 khoảng hơn 15 km; việc rút chạy có tổ chức. Khoảng 10h ngày 01/12/1971, quân Giải phóng truy kích gặp đội quân rút chạy này nhưng lực lượng ít nên tiêu diệt không nhiều; trên trời máy bay Lon Nol bay lượn nhưng không dám bỏ bom vì không xác định đâu là đối phương. Chiến dịch chấm dứt hai ngày sau đó.

## Kết quả
Chiến dịch kết thúc với một chiến thắng quyết định của lực lượng Cộng sản, Quân Giải phóng miền Nam Việt Nam và giúp họ có thể giữ vững những tiền đồn của họ ở vùng đông bắc Campuchia mà không cần phải mở rộng quyền kiểm soát vào sâu trong lãnh thổ Campuchia. Như thường lệ, Quân Giải phóng miền Nam Việt Nam giành chiến thắng trên chiến trường đồng nghĩa với cơ hội để họ tuyên truyền rộng rãi nhằm gây hoang mang tinh thần đối phương. Ngày 8 tháng 12 năm 1971, Quân Giải phóng miền Nam Việt Nam tuyên truyền với vẻ tự hào: "Vào tháng 10, chỉ trong vòng hai tháng, chiến dịch (của Lol Nol) đã rơi vào thế bế tắc với khoảng 4.500 quân địch bị tiêu diệt và hơn 100 tên bị bắt giữ. Lữ đoàn 43 và 2 của địch bị thiệt hại nghiêm trọng. Ta đã đánh tơi tả 10 tiểu đoàn và 7 đại đội bộ binh và một đại đội chiến xa, đánh chìm và đốt cháy 39 tàu chiến, bắn rơi 9 máy bay và 7 khẩu pháo 105 ly, nhiều loại xe cộ và số lượng lớn trang thiết bị quân sự của địch đã bị phá hủy hoàn toàn".
Quả thực cuộc tấn công cuối cùng vào các vị trí của quân đội Campuchia trong suốt tháng 12 hầu như đã bị xóa sổ một số tiểu đoàn. Thiệt hại về mặt quân sự và tâm lý trong chiến dịch Chenla II đã giáng một đòn nặng nề vào FANK khiến họ không bao giờ gượng dậy nổi trước sức tiến công của lực lượng Cộng sản về sau.